# (3627) Sayers
(3627) Sayers es un asteroide perteneciente al cinturón de asteroides, descubierto el 28 de febrero de 1973 por Luboš Kohoutek   desde el Observatorio de Hamburgo-Bergedorf, Hamburgo, Alemania.

## Designación y nombre
Designado provisionalmente como 1973 DS. Fue nombrado Sayers en honor a la escritora británica Dorothy Leigh Sayers.